# Eugenia macrocarpa
Eugenia macrocarpa là một loài thực vật có hoa trong Họ Đào kim nương. Loài này được Schltdl. & Cham. mô tả khoa học đầu tiên năm 1830.